# Université Hassan-II de Casablanca
 (décembre 2009).
Si vous disposez d'ouvrages ou d'articles de référence ou si vous connaissez des sites web de qualité traitant du thème abordé ici, merci de compléter l'article en donnant les références utiles à sa vérifiabilité et en les liant à la section « Notes et références ».
جامعة الحسن الثاني بالدار البيضاء
L'Université Hassan II de Casablanca (UH2C) , est une université publique marocaine Implantée au sein de  la capitale économique du pays : Casablanca . Elle est la plus grande université au Maroc. Le président de l'université est le professeur Azeddoug Houssine.
Elle répond aux missions du service public de l’enseignement supérieur, de la recherche et de l’innovation. L’université Hassan II de Casablanca a été créée en septembre 2014 après la fusion de l'université Hassan II Mohammedia et celle de Casablanca. Avec ses 6 campus, ses 18 établissements situés à  Casablanca et à Mohammedia, et 84 931 étudiants composés de locaux et d'étrangers. Elle est classée par le U.S. News & World Report au 30e rang du classement régional 2016 des universités arabes.
L'université Hassan II de Casablanca offre une gamme de formations dans pratiquement tous les champs disciplinaires (381 filières). Elle contient plus de 117 000 étudiants, 2 160 professeurs et 1 200 personnels administratifs et techniques. L'université assure sa visibilité à l’échelle nationale et internationale par ses structures scientifiques diverses (123 laboratoires, 10 centres de recherche, 2 plates-formes de recherche et un observatoire).

## Histoire
Elle est née de la fusion en 2014 de deux universités : l'université Hassan II Aïn Chock et l'université Hassan II Mohammedia, dont les campus sont situés à Mohammedia et Casablanca.

## Université Hassan II
L'université compte 1 153 enseignants et professeurs enseignant à temps plein, ce qui constitue le 3e plus grand chiffre au Maroc. Le nombre officiel de personnel est de 849 personnes. La bibliothèque de Mohammad Sekkat, de 6 étages et d'une superficie totale de 7 000 m, a 40 000 livres de texte et 20 000 de revue électronique en ligne sont disponibles pour les étudiants. 550 manuscrits anciens et 600 livres, 100 journaux et magazines sont disponibles, et avec 900 chaises et 45 systèmes informatiques en ligne, un total de 40 000 personnes sont en mesure de l'utiliser. La bibliothèque de la faculté des sciences juridiques, économiques et sociales de Casablanca a également 25 000 livres dans les domaines du droit et de la science politique et l'économie. L'arabe et le français sont les langues d'enseignement à l'université. Pour certaines disciplines comme le droit, le droit international et les relations internationales, pour les étudiants de doctorat, il est nécessaire de connaître les deux langues française et arabe. Les cours techniques sont offerts en français seulement. L'université est un membre de l'Association internationale des universités (AIU). Les étudiants étrangers à l'université sont principalement originaires des pays suivants : Sénégal, République démocratique du Congo, Congo, Mauritanie, Libye, Tunisie, Algérie, Mali, Yémen, Indonésie, Malaisie, France et Djibouti.

## Établissements relevant de l’université
Campus Casablanca
Route d'El Jadida
- Faculté des sciences juridiques, économiques et sociales de Casablanca (FSJESC)[2]
- Faculté de Sciences - Ain Chock (FSAC)[3]
- École supérieure de technologie de Casablanca (ESTC)[4]
- École nationale supérieure d'électricité et de mécanique de Casablanca (ENSEM)[5]
- Bibliothèque universitaire Mohamed-Sekkat (BUMS)

Quartier des Hôpitaux
- Faculté de médecine et de pharmacie de Casablanca (FMPC)[6]
- Faculté de médecine dentaire de Casablanca (FMDC)[7]

Ain Chock
- Faculté des lettres et des sciences humaines d'Ain Chock (FLSH)

Ben M'Sick
- Faculté des sciences de Ben M’Sik (FSB)
- Faculté des lettres et des sciences humaines de Ben M’Sik (FLSHB)
- École nationale supérieure d’arts et métiers de Casablanca (ENSAM)
- École supérieure des arts appliqués (ESAA)

Ain Sebâa
- Faculté des sciences juridiques, économiques et sociales d'Ain Sebaâ (FSJESA)[8]
- École nationale de commerce et de gestion de Casablanca (ENCG)[9]

Campus Mohammedia
- Faculté des sciences juridiques, économiques et sociales de Mohammedia (FSJESM)[10]
- Faculté des lettres et des sciences humaines de Mohammedia (FLSHM)[11]
- Faculté des sciences et techniques de Mohammedia(FSTM)[12]
- École nationale supérieure de l’enseignement technique de Mohammedia (ENSET)[13]
- École nationale supérieure de l'art et de design de Casablanca (ENSAD)

## Formation
L’université Hassan II propose une large variété de formations orientées vers le monde du travail ou vers la recherche dans quatre champs disciplinaires :
- Lettres et langues
- Sciences humaines et sociales
- Droit, économie et gestion
- Sciences, technologies et Santé.

Tous les niveaux débouchant sur l’obtention de diplômes universitaires : licence (L), master (M) et doctorat (D). Outre les licences fondamentales, les licences professionnelles (LP), les masters (M), et les Mastères spécialisés (MS), elle propose également d’autres formations donnant accès au : 
- Diplôme d'ingénieur
- Diplôme universitaire (DU)
- Diplôme universitaire de technologie (DUT)
- Licences sciences et techniques (LST)
- Masters sciences et techniques (MST)
- Diplôme de l'ENCG (DENCG)
- Classes préparatoires intégré (CPI)
- Diplôme en filières pharmaceutiques
- Doctorat en médecine générale
- Doctorat en médecine
- Diplôme national de spécialité
- Doctorat en médecine dentaire.

## Recherche scientifique
L'université dispose de 77 laboratoires et 5 centres d’étude doctorales. Ces laboratoires sont dotés de plateformes technologiques visant l’émergence de niches d’excellence en tenant compte des spécificités de l’environnement économique de la région et des compétences de l’université. Ces dernières couvrent plusieurs domaines de recherche en relation avec les grands champs disciplinaires : les mathématiques, l’informatique, la physique, la chimie, les sciences de la vie et de la terre, les sciences humaines et sociales, les sciences juridiques et économiques.

## L'université en chiffres
- University Web Ranking 2010 classe l'université Hassan II Ain Chok 80e en Afrique et 5e au Maroc
- Top Colleges & Universities in Morocco

## Personnalités liées à l'université

### Enseignants
- Nabila Mounib, enseignante à la Faculté des sciences Aïn-Chock
- Soumaya Naamane Guessous, enseignante à la faculté des lettres et des sciences humaines
- Abdlhak Hilal, enseignant a la faculté des sciences juridiques, économiques et sociales Ain Chock
- Bouzekri Ilhami, enseignant a la faculté des sciences juridiques, économiques et sociales Ain Chock
- El Bachir Kouhlani, enseignant a la faculté des sciences juridiques, économiques et sociales Ain Chock
- Hasnaa Chennaoui Aoudjehane, enseignante chercheure à la faculté des sciences Ain Chock
- Rachid CHAABITA, enseignant à la FSJES Ain Chock

### Étudiants
- Maguy Kakon (1953-), auteure et femme politique marocaine.
- Fahd El Hachimi (1990-), journaliste et animateur de télévision marocain.